# Гузик, Анна Яковлевна
А́нна (Ха́нна) Я́ковлевна Гу́зик или А́ня Гу́зик (15 апреля 1909, Минск — 1994, Тель-Авив, Израиль) — еврейская советская актриса.

## Биография
Ханна Гузик родилась в актёрской семье передвижного еврейского театра Янкла Гузика и Розалии Фрейлих, учеников известного театрального деятеля А. Гольдфадена.
В 1907 Янкл Гузик организовывает собственную театральную труппу. Сценическую деятельность начала в 1924 в труппе своего отца, в Петербурге — в пьесе по повести Куприна «Яма», где сыграла роль Зосеньки. Играла в комедиях и опереттах Гольдфадена, в инсценировках произведений Шолом Алейхема и других. Творческая деятельность этой семьи продолжалась и в советское время.
В конце 1920-х годов, «благодаря» стараниям «евсекции» партии большевиков, труппа Гузиков была объявлена буржуазной и её ликвидировали. Для семьи настали тяжелые дни и Аня выступала перед красногвардейцами, исполняя еврейские и новые, советские песни.
Затем отец, Янкл Гузик возглавил украинскую Евмуз-драмкомедию. В 1928 году Якову Гузику, единственному из еврейских артистов, было присвоено звание Героя Труда.
14 августа 1930 в Ленинграде под его руководством был открыт Советский еврейский театр — «Дер Найер Вег» («Новый путь»), целью которого стала пропаганда советских пьес на языке идиш. В этом театре работала и Аня. «Наш театр стремится полностью порвать со старым еврейским, преимущественно опереточным репертуаром, — говорил Яков Гузик корреспонденту „Красной газеты“. — В настоящее время у нас в работе „Гирш Леккерт“ Кушнирова, „Местечко Прилет“ Болотова и „Земля“ Яковлева — пьесы, которыми мы рассчитываем закрепить наши новые позиции на фронте советского театра…» Но пьесы эти были довольно слабые, театр обвинили в том, что он не поднялся выше самодеятельности, и в его итоге закрыли.
В начале 1930-х годов входила в труппу Киевского театра еврейской оперетты.
В 1973 году Анна Гузик репатриируется в Израиль. Умерла в Тель-Авиве в 1994 году.

## Роли в опереттах
- Шмендрик (о. п. Гольдфадена),
- Двойре («Шестая жена»),
- Шейнделе и Ривкеле («Для меня ты красива»),
- Официантка («Бейлке»).

Высокое мастерство трансформации позволяло актрисе одной разыгрывать пьесы с несколькими ролями: эстрадные композиции «Колдунья» по Гольдфадену, «За праздничным столом» (текст Керлера, музыка Дормана). В репертуаре — еврейские народные песни и танцы, эстрадные фельетоны. В исполнении сочетаются элементы драмы и буффонады, патетики и юмора. Её игра отличается тонкостью нюансировки, выразительностью внешнего рисунка.